# Avessadas
Avessadas is een plaats (freguesia) in de Portugese gemeente Marco de Canaveses en telt 1242 inwoners (2001).